# Pjongjang Zachodni
Pjongjang Zachodni (kor. 서평양역, Sŏ'py'ŏngyang-yŏk) – stacja kolejowa w zachodniej części stolicy Korei Północnej, Pjongjangu, stanowiąca część dwóch linii kolejowych: najdłuższej w kraju, 819-kilometrowej linii P’yŏngna, łączącej Pjongjang oraz specjalną strefę ekonomiczną Rasŏn, a także 225-kilometrowej linii P’yŏngŭi, łączącej stolicę KRLD i miasto Sinŭiju przy granicy z Chinami.